# Ceraeochrysa paraguaria
Ceraeochrysa paraguaria är en insektsart som först beskrevs av Luisa Eugenia Navas 1920.  Ceraeochrysa paraguaria ingår i släktet Ceraeochrysa och familjen guldögonsländor. Inga underarter finns listade i Catalogue of Life.